# 松本克己
松本 克己（松本 克巳、まつもと かつみ、1929年10月25日 - 2025年4月19日）は、日本の言語学者、金沢大学および静岡県立大学名誉教授。

## 経歴
長野県生まれ。1953年に東京大学文学部言語学科を卒業、1956年3月に東京大学大学院人文科学研究科修士課程修了、同年4月以降、金沢大学法文学部講師、助教授を経て教授。筑波大学大学院文芸・言語研究科教授、静岡県立大学大学院国際関係学研究科教授などを歴任した。
西洋古典語、印欧比較言語学、言語類型論を専門分野とし、1991年4月から1993年3月まで12代日本言語学会会長を務める。
1970年代、上代特殊仮名遣について、フェルディナン・ド・ソシュールの「内的再構」を用いた手法で「上代語5母音説」を提起し、注目を浴びた。
2009年、瑞宝中綬章受章。
晩年は、日本語の起源・系統問題にも精力的に取り組み、従来とは全く違った独自説を提唱していた。
2025年、4月19日死去した。95歳没。死没日付をもって正四位に叙された。

## 著作
- 『古代日本語母音論―上代特殊仮名遣の再解釈 (ひつじ研究叢書 (言語編 第4巻))』（ひつじ書房）（1995年）
- 『世界言語への視座―歴史言語学と言語類型論』（三省堂）（2006年）
- 『世界言語のなかの日本語―日本語系統論の新たな地平』（三省堂）（2007年）
- 『世界言語の人称代名詞とその系譜 人類言語史5万年の足跡』（三省堂）（2010年）
- 『歴史言語学の方法―ギリシア語史とその周辺』（三省堂）（2014年）

### 翻訳書
- ロマーン・ヤーコブソン、リンダ・ウォー『言語音形論』（岩波書店）（1986年）
- バーナード・コムリー（松本克己 ・山本秀樹訳）『言語普遍性と言語類型論―統語論と形態論 第3版』（言語学翻訳叢書）（ひつじ書房）（2001年）
- グランヴィル・ブライス編（松本克己監訳）『ヨーロッパ言語事典』（東洋書林）（2003年）